# ذهن‌آمیزی
ذهن‌آمیزی (Mind Meld) یک فیلم مستند آمریکایی در سال ۲۰۰۱ است که در آن بازیگران ویلیام شاتنر و لئونارد نیموی در مورد حق رای دادن به داستان علمی تخیلی پیشتازان فضا و تأثیرات آن در زندگی آنها صحبت می‌کنند. شاتنر و نیموی شخصیت‌های جیمز تی کرک و اسپاک را به ترتیب در مجموعه‌های تلویزیونی Star Trek ۱۹۶۰، سریال‌های تلویزیونی انیمیشن دهه ۱۹۷۰ و دنباله‌های فیلم آنها به تصویر کشیدند. آنها دربارهٔ تفاوت‌هایی که با ژن روددنبری، خالق Star Trek، و روابط متشنج بین شاتنر و برخی دیگر از بازیگران دیگر داشتند، صحبت می‌کنند. در همین فیلم بود که نیموی ابتدا علناً فاش کرد که در حالی که در سریال‌های تلویزیونی اصلی بازی می‌کرد، با الکلی مبارزه کرده است. شاتنر دربارهٔ مرگ همسر سوم خود، نرین کید، صحبت می‌کند که به‌طور تصادفی در سال ۱۹۹۹ پس از تحمل الکلی در غرق در استخر غرق شد.